# Марк Кокцей Нерва (консул 36 пр.н.е.)
Вижте пояснителната страница за други личности с името Марк Кокцей Нерва.
Марк Кокцей Нерва (на латински: Marcus Cocceius Nerva) e политик на Римската република. Той е прадядо на император Нерва (96 – 98 г.).

## Биография
Неговата фамилия произлиза от етруския град Нарния. Той е брат на Луций Кокцей Нерва и баща на Марк Кокцей Нерва, който е суфектконсул 22 г., известен юрист и приятел на Тиберий.
По времето на Перузинската война (41 – 40 пр.н.е.) вероятно се сражава на страната на Фулвия и Луций Антоний. През 36 пр.н.е. Марк Кокцей Нерва e консул заедно с Луций Гелий Публикола.